# Medina-Sidonia
Medina-Sidonia is een gemeente in de Spaanse provincie Cádiz in de regio Andalusië met een oppervlakte van 487 km². In 2007 telde Medina-Sidonia 11.320 inwoners.
Tot op heden bestaat er ook de titel van het voormalige belangrijke hertogdom van Medina-Sidonia.

## Demografische ontwikkeling

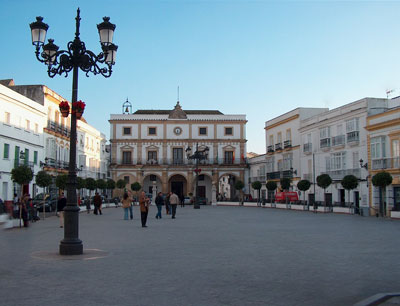
Casa Consistorial

Bron: INE; 1857-2011: volkstellingen
Opm.: In 1991 werd Benalup een zelfstandige gemeente